# کشتی گیله‌مردی

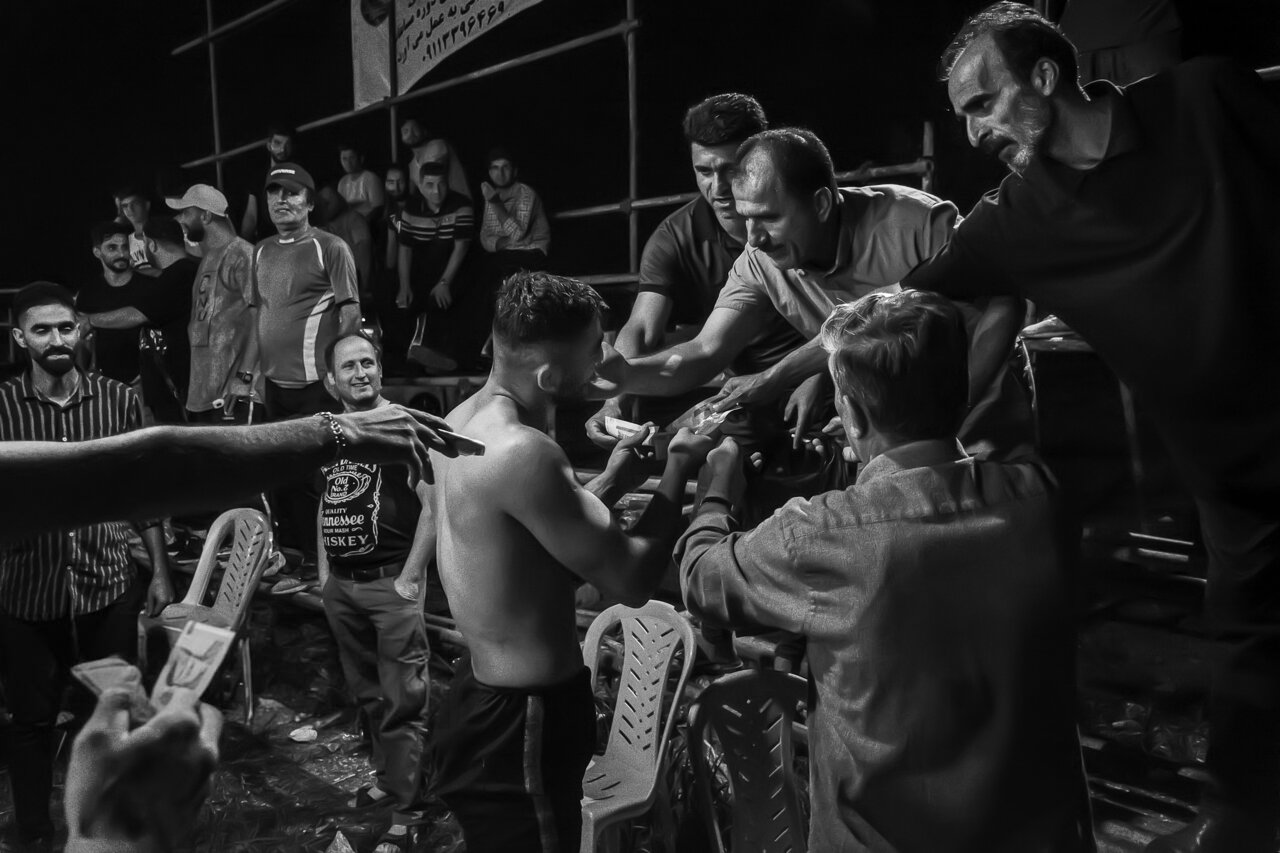
کشتی گیله مردی

کشتی گیله‌مردی یا کشتی گیلانی از ورزش‌های باستانی استان گیلان است کهشتی طبق نظر پژوهشگران قدمت آن به قرن چهارم برمی‌گردد.  کشتی گیله‌مردی در پاره ای از نواحی کوهستانی گیلان به نام کشتی مازندرانی معروف است.
خاستگاه کشتی گیله‌مردی استان گیلان است و این ورزش بیش از هزارسال قدمت دارد. 
در حین برگزاری کشتی گیله‌مردی، انواع موسیقی و ترانه‌های گیلکی نواخته و خوانده می‌شوند تا شور و نشاط را به کشتی‌گیران و تماشاگران منتقل نمایند.
کشتی گیله‌مردی در فرهنگ گیلان به عنوان یک نماد و نشانه پهلوانی و مردانگی است و در فرهنگ گیلان زمین اهمیت زیادی دارد.
این ورزش در دی‌ماه سال ۱۳۹۰ به شماره ۴۱۴ در فهرست آثار معنوی ایران به ثبت رسید.

## تاریخچه
کشتی گیله‌مردی از ورزش‌های کهن گیلان است. ابو عبدالله محمد بن احمد مقدسی در کتاب خود احسن التقاسیم فی معرفه الاقالیم، در قرن چهارم هجری می‌نویسد: گیلکان در آن دشت، هفته بازارها دارند؛ برای هر ده یکروز نهاده‌اند. پس از پایان بازار، زنان و مردان به جایگاه کشتی گرفتن روند. داور در آن‌جا برنشسته، طنابی بر دست گرفته و هر کس پیروز شود، گره‌ای بر آن می‌بندد.  
در دهه های ۴۰ ۵۰ و ۶۰ اوج کشتی گیله مردی در شهرستان خمام بود.
کشتی گیله‌مردی را در گذشته، به زبان گیلکی موشتی کوشتی هم می‌نامیدند و این از ویژگی‌های این رزم سنتی بود که فنون مبارزه را به شیوه جوانمردانه و بدون استفاده از سلاح سرد به جوانان می‌آموختند.
زمان برگزاری این کشتی، همان‌گونه که از اسناد برمی‌آید، هنگام برپایی هفته بازارها و به صورت دوره‌ای بوده است. با توجه به بازارهای روز در استان گیلان که در تمام روزهای هفته و به صورت دوره‌ای در نقاط مختلف گیلان برپا می‌شد، کشتی گیله‌مردی به صورت مکرر در حاشیه این بازارها برگزار می‌گردید و جوانان قدرتمند در آن‌ها به هنرنمایی می‌پرداختند. در حقیقت این کشتی‌گرفتن‌های مکرر، تمرینی برای آن‌ها بوده است تا خود را آماده مسابقات سالیانه و اصلی کشتی گیله‌مردی کنند که آغاز آن از زمان خوشه برآوردن شالیزارها و تا مدتی پس از درو بود.

## درباره کشتی
حضور در میدان‌های کشتی محلی یا به اصطلاح محلی کشتی‌سراها، از تفریحات و سرگرمی‌های اغلب مردم این مناطق در شب‌های بلند تابستان به حساب می‌آید. به‌طور سنتی، در انتهای تابستان وقتی کار کشاورزی پایان می‌یابد، یا حین بازدید چهره‌های دولتی یا در پایان مراسم مذهبی، (مثلاً در حین علم واچینی در صحن امامزاده‌ها در آغاز محرم) برگزار می‌شود. تا ادوار اخیر، کشتی بین چند ورزشکار ویژگی معمولاً همیشگی ازدواج‌های روستایی بود. مراسم کشتی با رژهٔ سنتی یا نیایش کشتی گیران که به تماشاگران و رقبایشان سلام می‌کنند آغاز می‌شود. کشتی گیران یک پای خود را جلو می‌گذارند، و دست‌شان به ترتیب با زانو، دهان و پیشانی‌شان در تماس قرار می‌گیرد. 
در مسابقات بزرگ، تیم هر روستا تابع سلسله مراتب سفت و سختی بین پهلوانان و تازه واردان، و در مرتبهٔ بعد بین پهلوانان است.
هیچ رده‌بندی وزنی و محدودیت زمانی برای نبردها وجود ندارد ولی کشتی گیران می‌توانند اگر نبرد به طول انجامید، از داور درخواست توقف کنند. مقصود بازی این است که با استفاده از دست، مشت و پا (لگد زدن ممنوع است)، حریف را مجبور به لمس زمین کنند. به این منظور، شخص نیازمند هم قدرت و هم استراتژی است. وقتی بازی تمام می‌شود، برنده بازنده را در آغوش گرفته به مرکز زمین می‌پرد و شاخه‌ای مزین به پارچه و پول داده شده از سوی تماشاگران پس از پیروزی خود را دریافت می‌کند. در مسابقات بزرگ، بزرگان روستا ممکن است به قهرمانی که همهٔ رقبایش را حذف کرده، یک گاو یا اسب یا شال ابریشمی گلدار هدیه بدهند.
سیبیل توکی، پسا لنگ، تک موشت، سر جیگیر، سرفوشان، دس به لنگ، دست به چِکرهِ، ران پوشی از جمله فنون کشتی گیله‌مردی هستند.